# Rezay
Rezay település Franciaországban, Cher megyében. Lakosainak száma 203 fő (2022. január 1.). Rezay Maisonnais, Saint-Hilaire-en-Lignières, Touchay, Saint-Christophe-en-Boucherie és Vicq-Exemplet községekkel határos.

## Népesség
A település népessége az elmúlt években az alábbi módon változott:
| Lakosok száma | 343  | 262  | 240  | 228  | 227  | 227  | 213  | 204  | 202  | 203  |
|               | 1968 | 1982 | 1990 | 2006 | 2013 | 2015 | 2017 | 2019 | 2020 | 2022 |